# Willem van Oldenbarnevelt

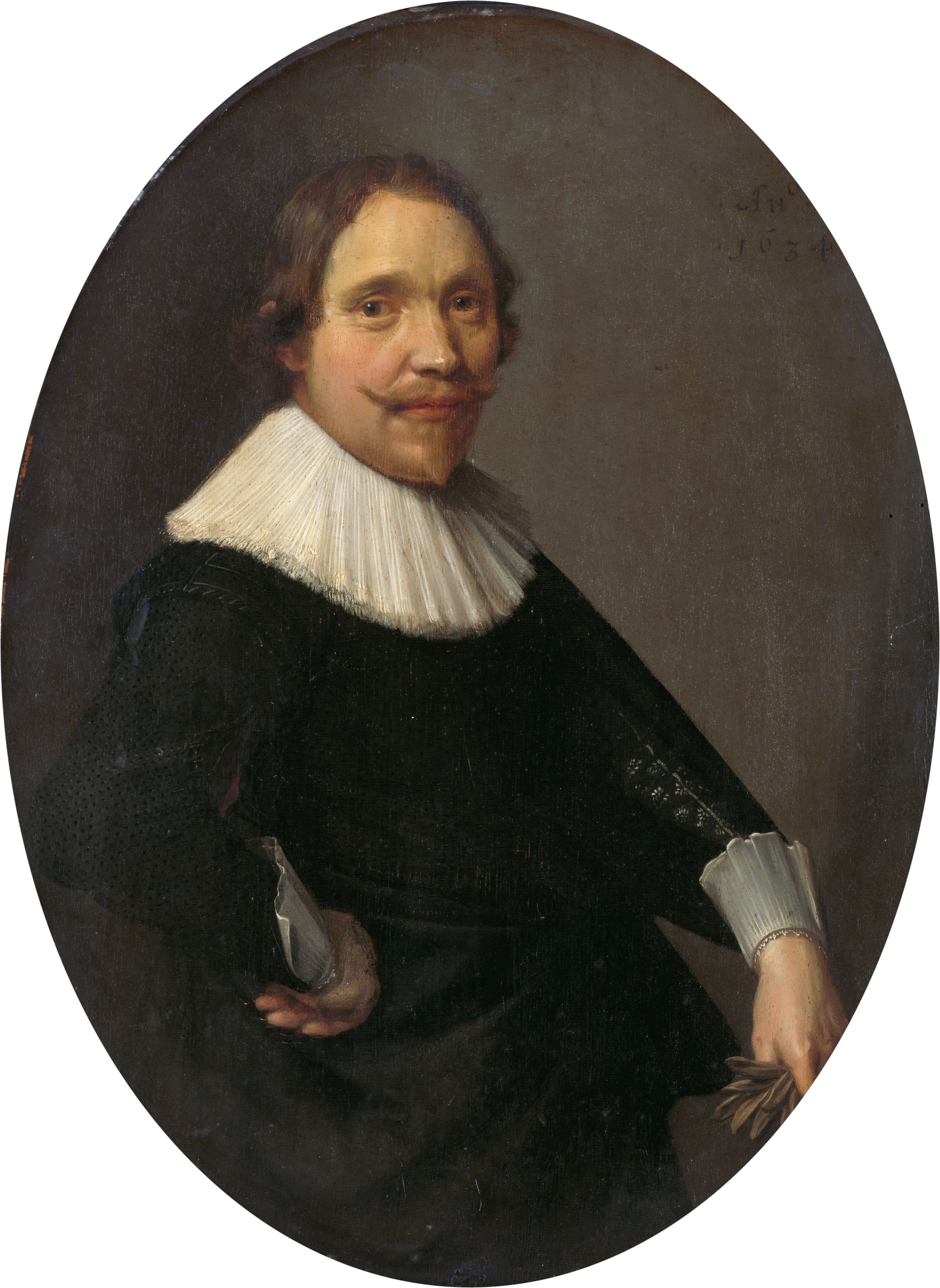
Willem van Oldenbarnevelt (1634)

Willem van Oldenbarnevelt, heer van den Stoutenburg  (Den Haag, 1590 - vóór 1638) was een zoon van Johan van Oldenbarnevelt. Hij werd geboren in Den Haag, waar hij in november 1590 in de Hofkapel werd gedoopt.
Hij was eerst ritmeester in een Overijsselse compagnie van het Staatse leger.
Samen met zijn broer Reinier vertrok hij eind 1607 naar Parijs voor zijn grand tour, een educatieve reis naar het buitenland om de opleiding aan de Nederlandse universiteit te vervolmaken, maar ook om de zeden van de hogere klassen in het buitenland te leren kennen. De invloedrijke gezant François van Aerssen was de voogd voor beide jongelingen. Al na een paar weken werden ze uitgenodigd bij koning Hendrik IV van Frankrijk. Reinier bleef niet lang in Parijs, maar keerde terug naar Nederland voor zijn huwelijk. Willem vermaakte zich in Parijs zo zeer met het spel jeu de paume, dat van Aerssen verontruste brieven naar Nederland stuurde dat er niet veel terechtkwam van zijn studie van de mathematiek. Johan van Oldenbarnevelt was daar niet van onder de indruk en liet weten dat hij graag zag dat Willem een functie aan het Franse Hof zou krijgen. Op 7 augustus 1608 werd Willem benoemd op een traktement van fl 3.000 tot gentilhomme-ordinaire van koning Hendrik IV, een functie die waarschijnlijk om politieke redenen aan hem werd vergeven. Willem bleef echter hartstochtelijk tennissen en verspeelde zijn gehele toelage op de baan.
Op 7 mei 1611 werd hij door koning Jacobus I van Engeland benoemd tot ridder en enkele dagen later (op 30 mei 1611) tot ritmeester te Bergen op Zoom. Op 22 december 1613 werd hij door koning Jacobus I van Engeland tot ridder in de Orde van de Kousenband geslagen, waarschijnlijk eveneens om politiek-vriendschappelijke redenen.
In 1616 trouwde Willem van Oldenbarnevelt met Walburch van Marnix van Sint-Aldegonde, kleindochter van Filips van Marnix van Sint-Aldegonde.
Door bemiddeling van zijn vader werd hij in 1617 tot gouverneur van Bergen op Zoom benoemd.
Na de executie van zijn vader op 13 mei 1619 werd hij uit zijn functie gezet, en bleef door de inbeslagname van de bezittingen van Johan van Oldenbarnevelt berooid achter. Willem beraamde met onder meer zijn broer Reinier en de remonstrantse predikant Slatius een aanslag op het leven van prins Maurits. Claes Michielsz Bontenbal, secretaris van Zevenhuizen, droeg bij aan de financiering. Ze huurden voor 400 gulden een aantal matrozen in om de aanslag uit te voeren. Die had 7 februari 1623 moeten plaatsvinden, maar het plan lekte een dag eerder uit. Reinier van Oldenbarnevelt werd gearresteerd en in Den Haag onthoofd.
Willem van Oldenbarnevelt wist naar Brussel te ontsnappen, dat in handen van de Spanjaarden was. Later werden brieven van hem aan Hugo de Groot gevonden, die hij schreef in de periode van 23 januari 1626 tot 9 december 1633. Uit deze brieven bleek dat Willem van Oldenbarnevelt hoopte ooit nog weer eens terug te keren naar de Republiek, dat hij protestants was gebleven en dat hij geen dienst in het Spaanse leger had genomen. Uit zijn testament bleek echter, dat hij wel katholiek was geworden en dienst in het Spaanse leger had genomen. Zijn vrouw was niet meegevlucht naar Brussel, maar zond hem jaarlijks geld. Willem van Oldenbarnevelt schreef hierover dat zijne vrouw naar haar vermogen den aan zuinigheid weinig gewonen man een jaargeld zond.
Willem van Oldenbarnevelt en zijn vrouw hadden geen kinderen.